# 宮浦健人
宮浦健人（日语：／ Miyaura Kento，1999年2月22日—），熊本县荒尾市出身，日本男子排球运动员，场上位置是舉球對角，曾就读于早稻田大学。8岁时受父母和哥哥的影响开始练习排球。